# Öffentlichkeitsfahndung
Die Öffentlichkeitsfahndung ist ein Fahndungshilfsmittel für die Suche nach Personen oder Sachen durch Strafverfolgungsbehörden, seltener auch von der Justiz oder von Privatpersonen mit Hilfe der Mitwirkung der Bevölkerung.

## Absicht
Mit Hilfe von Medien wird versucht, einen großen Personenkreis anzusprechen und zur Mithilfe aufzufordern. Ziel ist die Tataufklärung (Ermittlung von Tat und Täterschaft). Sie wird in der Regel nur in Fällen angewandt, bei denen ein großes öffentliches Interesse an der Strafverfolgung besteht oder zu erwarten sein wird.

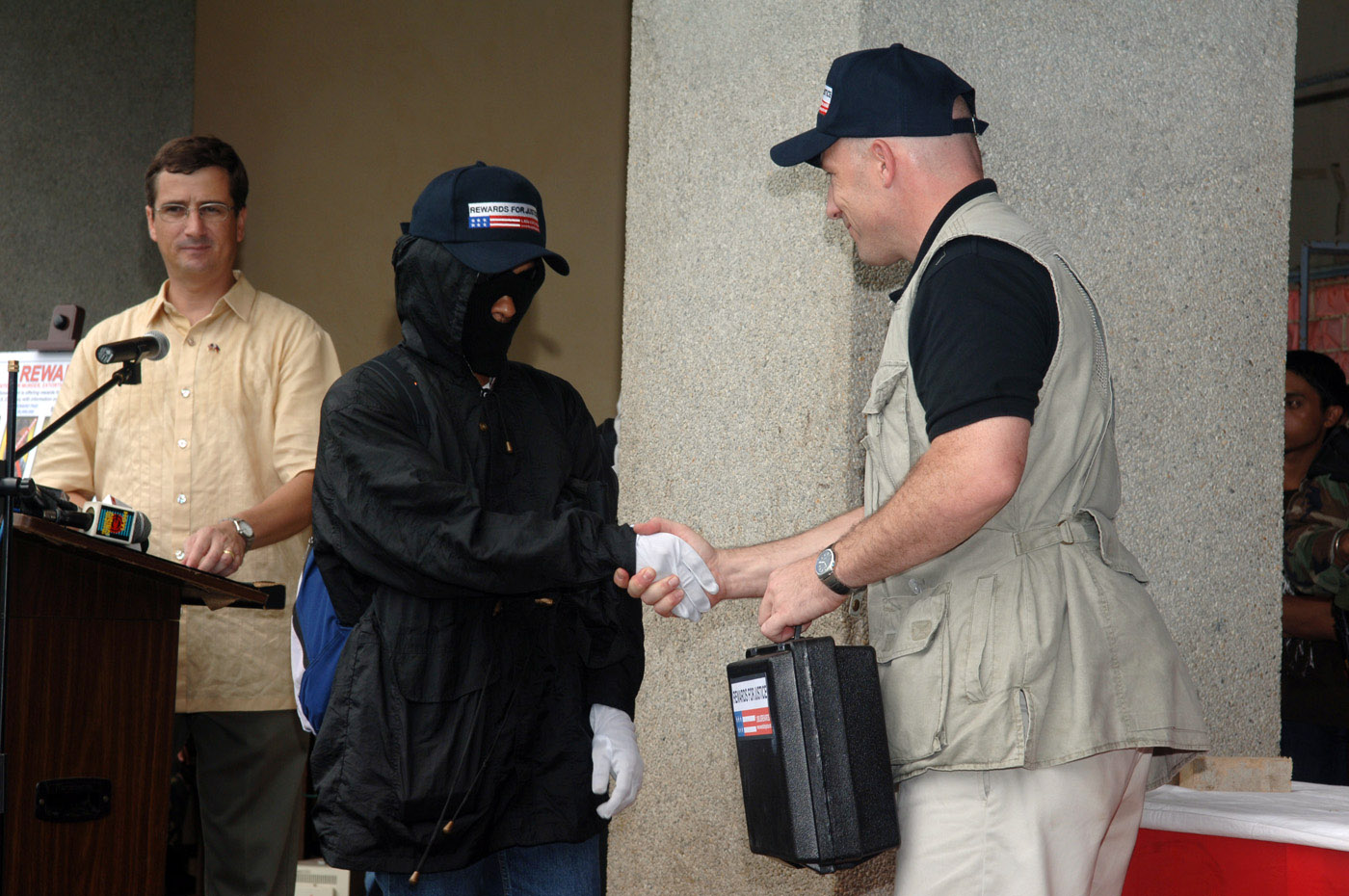
Übergabe einer Belohnung (Koffer mit Geld) an einen Informanten, der Hinweise auf zwei gesuchte Terroristen auf den Philippinen gab

Hierbei werden nach der Begehung schwerwiegender Straftaten oder Gefängnisausbrüchen auch Belohnungen ausgelobt. Ganz überwiegend handelt es sich hierbei um die Suche nach Personen, die Personenfahndung; dabei werden meistens Tatverdächtige oder verurteilte Straftäter gesucht, seltener auch Zeugen oder aber Vermisste. Sehr häufig besteht bei den gesuchten Personen bereits ein vollstreckbarer – offener – Haftbefehl oder eine Ausschreibung zur Aufenthaltsermittlung.

## Durchführung
Die Öffentlichkeitsfahndung wird hauptsächlich durch die Einbindung der Massenmedien besorgt, z. B. durch Durchsagen im Hörfunk, in Fernsehsendungen (Nachrichten, Aktenzeichen XY … ungelöst usw.). Weitere Arten sind der Aushang von Steckbriefen, Zeugenaufrufe (Anschläge) oder die Publizierung im Internet. Die Polizei führt nach bedeutenden Straftaten auch Lautsprecherdurchsagen durch.
Auch breit angelegte Hausbefragungen der Polizei sind ein Mittel der Öffentlichkeitsfahndung.

## Geschichte
Die erste Fahndung mittels Fernsehen fand am 8. November 1938 in Berlin statt. Sie wurde nach dem Mord an einem Taxifahrer vom Berliner Ermittler Ernst Gennat organisiert.

„Heute um acht Uhr abend wird das Fernsehen zum ersten Male verwendet werden, um einen Mord aufklären zu helfen. Alle Berliner Schneider und Kleiderhändler sind von der Polizei aufgefordert worden, sich in den Fernsehvorführungsräumen einzufinden, um den Mantel, der in der Nähe eines ermordeten Taxichauffeurs gefunden worden ist, zu identifizieren.“

Am 12. Oktober 1938 um 23.30 Uhr wurde der 37-jährige Taxifahrer Herbert Taubel auf der Inselstraße zwischen Nikolassee und Schwanenwerder tot aufgefunden. Er war offensichtlich das Opfer eines Raubmords geworden. Der Täter konnte mit Hilfe eines am Tatort aufgefundenen weißlichgelben, blutbefleckten Gummimantels ermittelt werden. „Auf diesen Fund stützte sich die Aktion der Berliner Kriminalpolizei. Der Mantel wurde in allen Zeitungen genau beschrieben. Auf Plakaten wurde er bildlich wiedergegeben. Er wurde sogar – erstmalig in der Geschichte der Kriminalistik – im Fernsehsender gezeigt.“ Der Gummimantel enthielt das Etikett einer Erfurter Firma und führte auf die Spur des 19-jährigen Hans Hahn aus Erfurt, der die Tat im November 1938 gestand.
Das Verfahren gegen Hans Hahn wurde besonders schnell durchgeführt: Am 18. November 1938 war er dem Richter vorgeführt worden, und am 23. November fand vor einem Berliner Sondergericht die Hauptverhandlung statt, die am gleichen Tag mit der Verurteilung zum Tode sowie dem Verlust der bürgerlichen Ehrenrechte auf Lebenszeit endete. Das Todesurteil wurde am 24. November vollstreckt.
1939 produzierte die Deutsche Reichspost für den Weltpostkongress in Buenos Aires den Spielfilm Wer fuhr IIA 2992, um die technischen Möglichkeiten des neuen Mediums Fernsehen am Beispiel der Öffentlichkeitsfahndung zu demonstrieren. Ein Kraftfahrer verursacht in der Nähe von Berlin einen (fiktiven) Zusammenstoß mit einem Motorradfahrer, bei dem dieser ums Leben kommt. Da der Fahrer Unfallflucht begeht, soll eine vom Tatfahrzeug abgebrochene Türklinke bei der Fahndung helfen: „Davon müßte unbedingt ein Bild in die Morgenzeitungen. Aber dazu ist [es] schon zu spät. Vielleicht geht's noch durch Fernsehrundfunk.“ Das Beweisstück wird zum Fernsehsender gebracht, wo das gerade laufende Revueprogramm für die Fahndung unterbrochen wird. Ein Zuschauer in einer Fernsehstube, der die Türklinke erkennt, hat sich das Kennzeichen IIA 2992 gemerkt, meldet sich bei der Polizei und ist überzeugt, den Fahrer wiedererkennen zu können. Der Fahrzeughalter kann in München ermittelt werden, streitet aber ab, selbst zur fraglichen Zeit gefahren zu sein; sein Auto sei vielmehr gestohlen worden. Der Halter wird in eine Fernseh-Sprechstelle gebracht, sodass sein Bild nach Berlin zur Gegenüberstellung mit dem Zeugen übertragen werden kann. Der Zeuge kann die ihm gezeigte Person eindeutig ausschließen, erkennt jedoch kurz darauf in einem Fernsehbericht über den Großen Preis von Hoppegarten den Unfallverursacher unter den Zuschauern, der dadurch festgenommen werden kann.
Im Fall der Entführung von Joachim Göhner im April 1958 in Stuttgart-Degerloch veröffentlichte die deutsche Polizei zwei Wochen nach dem Leichenfund erstmals die mitgeschnittene Täterstimme im Hörfunk, was schließlich zur Ergreifung des Mörders führte.

## Deutschland
Für Öffentlichkeitsfahndungen zu präventiven / polizeirechtlichen / gefahrenabwehrrechtlichen Zwecken bestehen in den Bundesländern unterschiedliche Regelungen.

### Rechtliche Einordnung
„Für Zwecke der Rechtspflege und der öffentlichen Sicherheit dürfen von den Behörden Bildnisse ohne Einwilligung des Berechtigten sowie des Abgebildeten oder seiner Angehörigen vervielfältigt, verbreitet und öffentlich zur Schau gestellt werden.“

In Deutschland ist die Öffentlichkeitsfahndung in § 131a StPO normiert. Die Anordnung von Fahndungen nach § 131a Abs. 3 und § 131b StPO darf nur durch den Richter, bei Gefahr im Verzug auch durch die Staatsanwaltschaft und ihre Ermittlungspersonen erfolgen. Fahndungen nach § 131a Abs. 1 und 2 StPO bedürfen der Anordnung durch die Staatsanwaltschaft; bei Gefahr im Verzug dürfen sie auch durch ihre Ermittlungspersonen angeordnet werden (§ 131c StPO).
Mit dem Strafverfahrensänderungsgesetz von 1999 (StVÄG) wurde die strafprozessuale Öffentlichkeitsfahndung nach § 131 StPO umfassend reformiert. Daraus entstanden die heutigen §§ 131 – 131c StPO, welche nunmehr den verfassungsrechtlichen und strafprozessualen Voraussetzungen entsprechen.
Seitdem ist der grundrechtliche Eingriff in das Recht auf informationelle Selbstbestimmung als Ausfluss des Persönlichkeitsrechtes rechtlich unbedenklich möglich. Seit der Reform sind Detailregelungen für Fahndungsmaßnahmen, spezielle Eingriffsbefugnisse anstatt einer Generalklausel, sowie die Zulässigkeit und Grenzen der strafrechtlichen Verarbeitung von personenbezogenen Daten bereichsspezifisch geregelt.
Verkürzt erläutert regelt § 131 StPO die Zulässigkeit von Fahndungsmaßnahmen und speziell die Öffentlichkeitsfahndung zum Zweck der Festnahme einer namentlich bekannten Person. § 131a StPO regelt die Fahndungsmaßnahmen und im Speziellen die Öffentlichkeitsfahndung zum Zweck der Aufenthaltsermittlung, sowie Identitätsfeststellung. § 131b StPO regelt die Einfügung von Abbildungen (Fotos, Videos, Phantombilder) bei einer Öffentlichkeitsfahndung. § 131c StPO die Anordnungsbefugnis für Öffentlichkeitsfahndungen.
Diesen Vorschriften zufolge muss eine „Straftat von erheblicher Bedeutung“ vorliegen, deren Aufklärung „auf andere Weise erheblich weniger Erfolg versprechend oder wesentlich erschwert“ wäre. Laut Bundesverfassungsgericht ist eine Straftat dann erheblich, „wenn sie mindestens der mittleren Kriminalität zuzurechnen ist, den Rechtsfrieden empfindlich stört und geeignet ist, das Gefühl der Rechtssicherheit der Bevölkerung erheblich zu beeinträchtigen“ (Az.:2 BvR 298/12).
Zusätzlich muss die Verhältnismäßigkeit der Mittel gewahrt werden, wie der Rechtsausschuss des Bundestags vor der Verabschiedung des StVÄG hervorhob: „Die Maßnahme ‚Öffentlichkeitsfahndung‘ ist im Hinblick auf die sozialen und gesellschaftlichen Folgen für den Betroffenen von besonders hoher Eingriffsintensität. Ein Beschuldigter, der mit Hilfe öffentlicher Medien mit dem Ziel der Festnahme gesucht wird, wird vor der Allgemeinheit und seinem persönlichem Umfeld zwangsläufig bloßgestellt. (…) Angesichts der Eingriffsintensität und Breitenwirkung einer Öffentlichkeitsfahndung ist der Grundsatz der Verhältnismäßigkeit der Mittel besonders zu beachten. Es ist daher in jedem Einzelfall zu prüfen, welches Fahndungsmittel im Hinblick auf die mit ihm verbundene öffentliche Wirkung angemessen ist.“ (Drs. 14/2595)

### Kritik
2025 bezweifelte das Internetportal „Legal Tribune Online“ (LTO), dass diese strengen Vorschriften in der Praxis immer eingehalten werden. Den LTO-Recherchen zufolge geht es bei Öffentlichkeitsfahndungen (ÖF) in Deutschland oft um Einbrüche (auch ohne Beute), Geldwäsche, Kontoeröffnung mit falschem Ausweis, Laden- oder Taschendiebstähle, aber auch um den Diebstahl von Autonummernschildern sowie um Tankbetrüger, die ohne zu zahlen davongefahren sind. Gefahndet wurde auch nach einem Mann, der in einer Apotheke versucht hatte, ein gefälschtes Rezept einzulösen, und nach einem Gaffer, der die Opfer eines schweren Busunfalls gefilmt und das Video im Internet veröffentlicht haben soll. Einmal fahndete die Polizei öffentlich nach einem angeblichen Portemonnaie-Dieb, der von einer Supermarkt-Überwachungskamera aufgenommen worden war. In Wirklichkeit handelte es sich um den ehrlichen Finder der versehentlich liegengelassenen Geldbörse. Der linksliberale Republikanische Anwältinnen- und Anwälteverein (RAV) kritisierte auf LTO, „dass die ÖF auf immer mehr Deliktbereiche ausgeweitet wurde, die kaum noch als Straftaten ‚von erheblicher Bedeutung‘ (§ 131b StPO) gewertet werden können“. Außerdem, so der Bremer Strafverteidiger und Honorarprofessor Helmut Pollähne im Namen des RAV, werde oft nicht bedacht, dass selbst bei erheblichen Straftaten zusätzlich immer die Verhältnismäßigkeit zu prüfen sei.
Die Deutsche Journalistinnen- und Journalisten-Union in der Gewerkschaft ver.di (dju) kritisierte daraufhin, dass die Medien die Fahndungsaufrufe oft ungeprüft veröffentlichten. Peter Freitag, einer der beiden dju-Bundesvorsitzenden, mahnte die Redaktionen, sie sollten sich nicht darauf verlassen, „dass Polizei und Staatsanwaltschaften als privilegierte Quellen nur rechtmäßige Fahndungsaufrufe verbreiten“. Bei gerichtlich genehmigten Fahndungen könnten die Redaktionen zwar „in der Regel keine fundierte eigene Prüfung der Rechtmäßigkeit“ vornehmen; aber vor einer möglichen Veröffentlichung könnten sie „hinterfragen, ob beispielsweise nach einem Ladendiebstahl eine solche Fotofahndung wirklich verhältnismäßig ist“.